# Raïon de Zviahel
Le raïon de Zviahel (en ukrainien : Звягельський район) est un raïon de l'oblast de Jytomyr, au nord de l'Ukraine. Le raïon change son nom de Novohrad-Volynsky en Zviahel le 16 novembre 2022, il avait absorbé les raïons de Baranivka et Yemilchyne par la réforme administrative de 2020.

## Géographie
Son centre administratif est situé à Novohrad-Volynsky.

## Lieux culturels

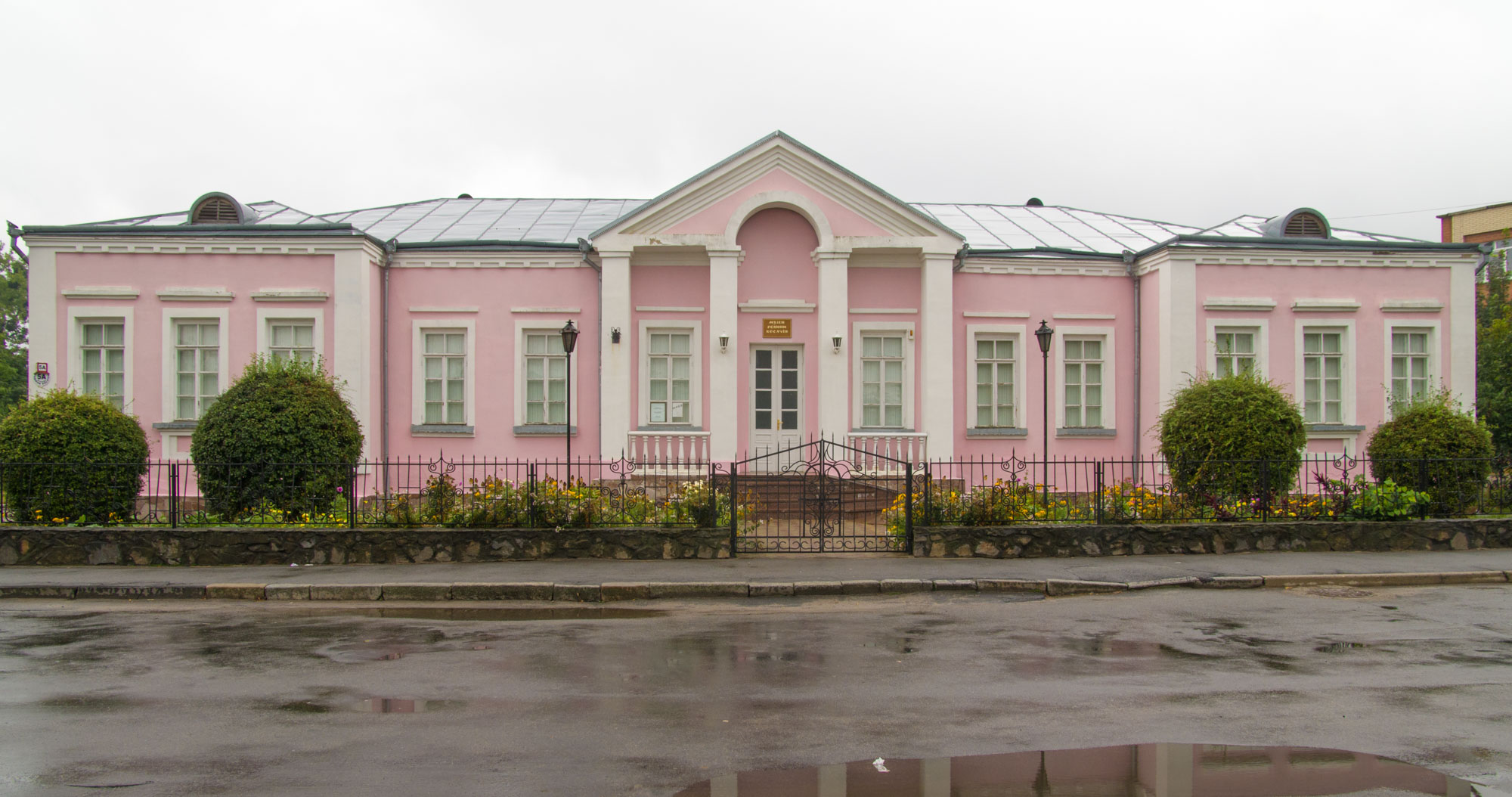
Le musée Kosatchi, classé[1],
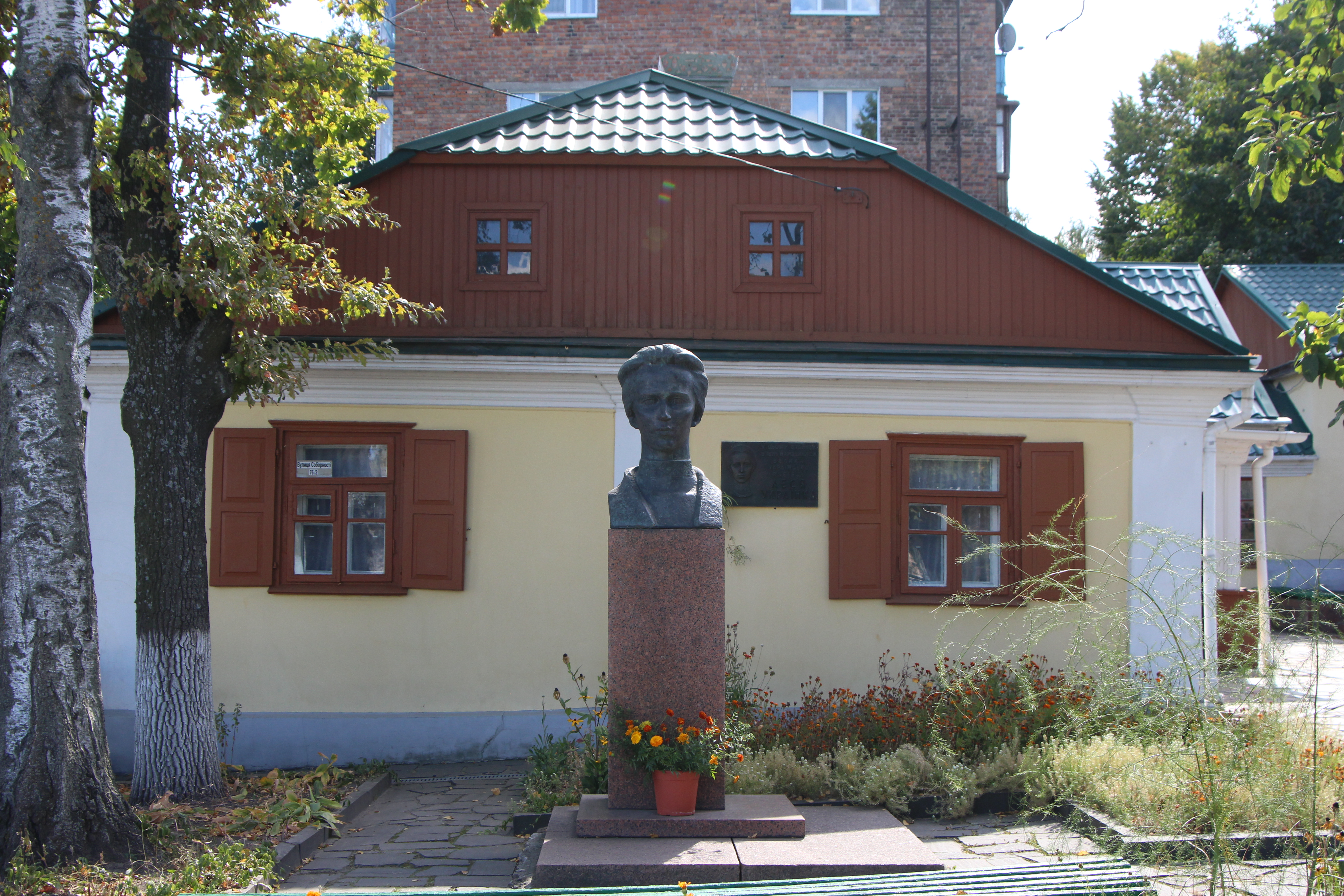
la maison natal et buste de Lessia Oukraïnka, classée[2] ;
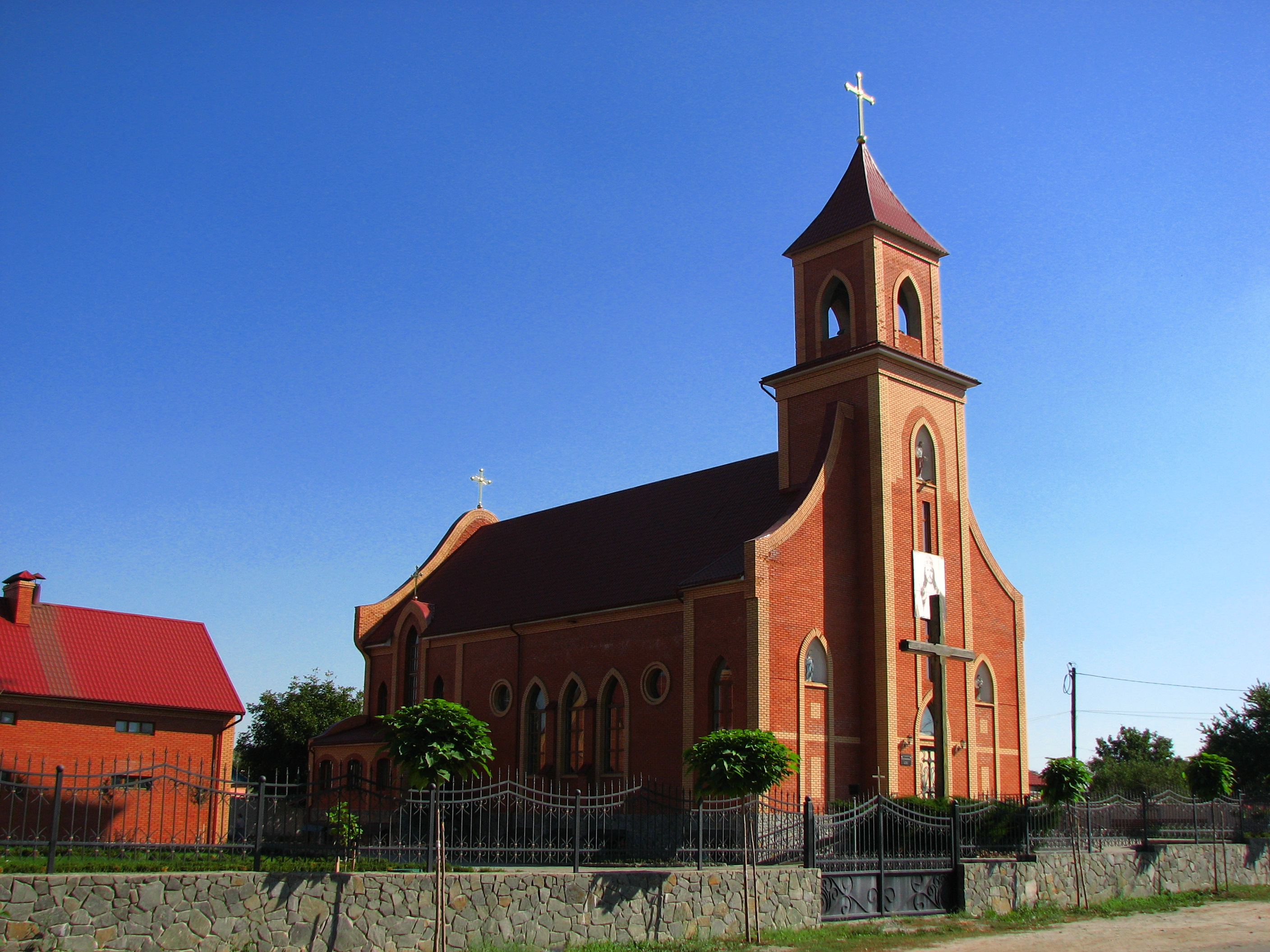
église du Christ roi,
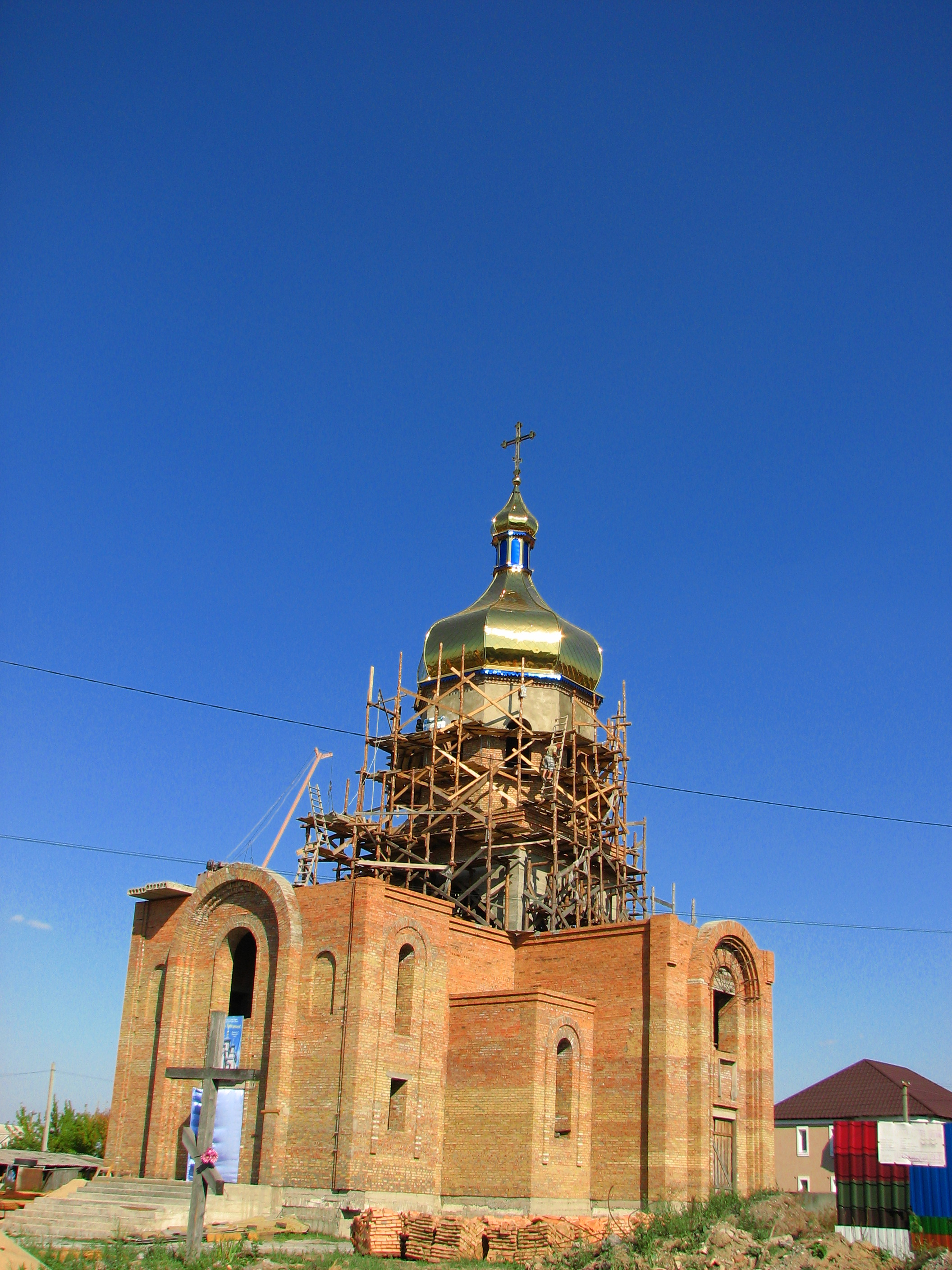
et celle de st-Pierre et st-Paul de Novohrad-Volynskyi.